# فارمینگتن (نیومکزیکو)
فارمینگتن (به انگلیسی: Farmington) شهری در ایالت نیومکزیکو در کشور ایالات متحده آمریکا است که جمعیت آن در سرشماری سال ۲۰۱۰ میلادی، ۴۵٬۸۷۷ نفر بوده‌است.